# Kelly Landry
Kelly Landry (* 27. Juni 1963) ist eine ehemalige US-amerikanische Diskuswerferin.
Bei den Panamerikanischen Spielen 1987 in Indianapolis wurde sie Fünfte.
Ihre persönliche Bestleistung von 59,12 m stellte sie am  26. Juni 1987 in San José auf.